# Чернява Іван
Іван Чернява (псевд. Еміля Кіцили; 1911, Львів – 1943, Влоцлавек) — український письменник. Член літературних груп «Листопад» і «Дванадцятка».
Справжнє прізвище — Еміль Кіцило (Кіцила). Криптонім- І. Ч.

## З біографії
Народ. 1911 р. у Львові. Закінчив гімназію у Львові, студіював журналістику у Варшаві. Працював журналістом у польській пресі. У 1943 р. був замордований фашистами у м. Влоцлавек під Варшавою (Польща).

## Творчість
Автор поетичної збірки «Ступіні» (1929), повістей «На Сході
— ми! Фільм прийдешнього» (1932), «Люди з чорним піднебінням»
(1935), книги пародій та епіграм «Портрети без етикети».
Окремі видання:
- Чернява І. Екзекуція // «Дванадцятка». Наймолодша львівська літературна богема 30-х років ХХ ст.: Антологія урбаністичної прози.- Львів: ЛА «Піраміда», 2006. -С. 269–285.
- Чернява І. Люди з чорним піднебінням. — Львів: Слово, 1935.- 130 с.
- Чернява І. На Сході — ми!: Фільм прийдешнього. — Нью-Йорк, 1957. — 199 с.